# Лемурія (континент)

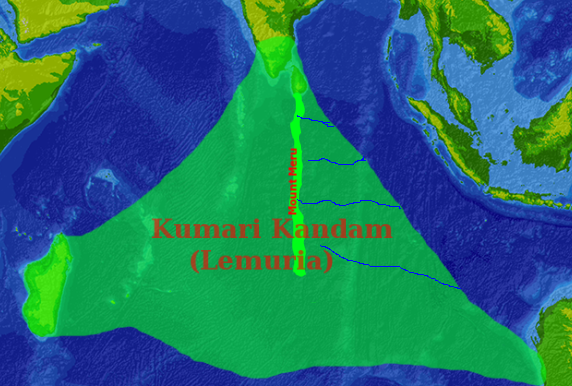
Приблизне розташування Лемурії

Лему́рія або Му — міфічний затонулий континент в Індійському океані. Назва пов'язана з приматами лемурами, які живуть на острові Мадагаскар, що в низці наукових гіпотез та езотеричних і паранаукових вчень вважається залишком континенту.

## Виникнення уявлень про Лемурію
Гіпотезу про існування Лемурії вперше висунув в 1864 році британський зоолог Філіп Латлі Склейтер з огляду на те, що більшість тварин Мадагаскару, зокрема лемури, є ендеміками. При цьому зоолог зауважив подібності між тваринним світом Мадагаскару та Індії та припустив, що між ними існував зниклий континент. Також думки щодо існування в минулому суші між Африкою та Індією впродовж 1840-80-х років висловлювали французький геолог Етьєн Джеффрі Сен-Ілер, британські геологи Сірз Вуд, Альфред Воллес.
У 1868 році німецький натураліст і філософ Ернст Геккель опублікував гіпотезу щодо зниклого континенту в Індійському океані, котрий був місцем виникнення людини і з нього предки сучасних людей мігрували до Африки та Азії.

## Лемурія в езотериці та паранауці

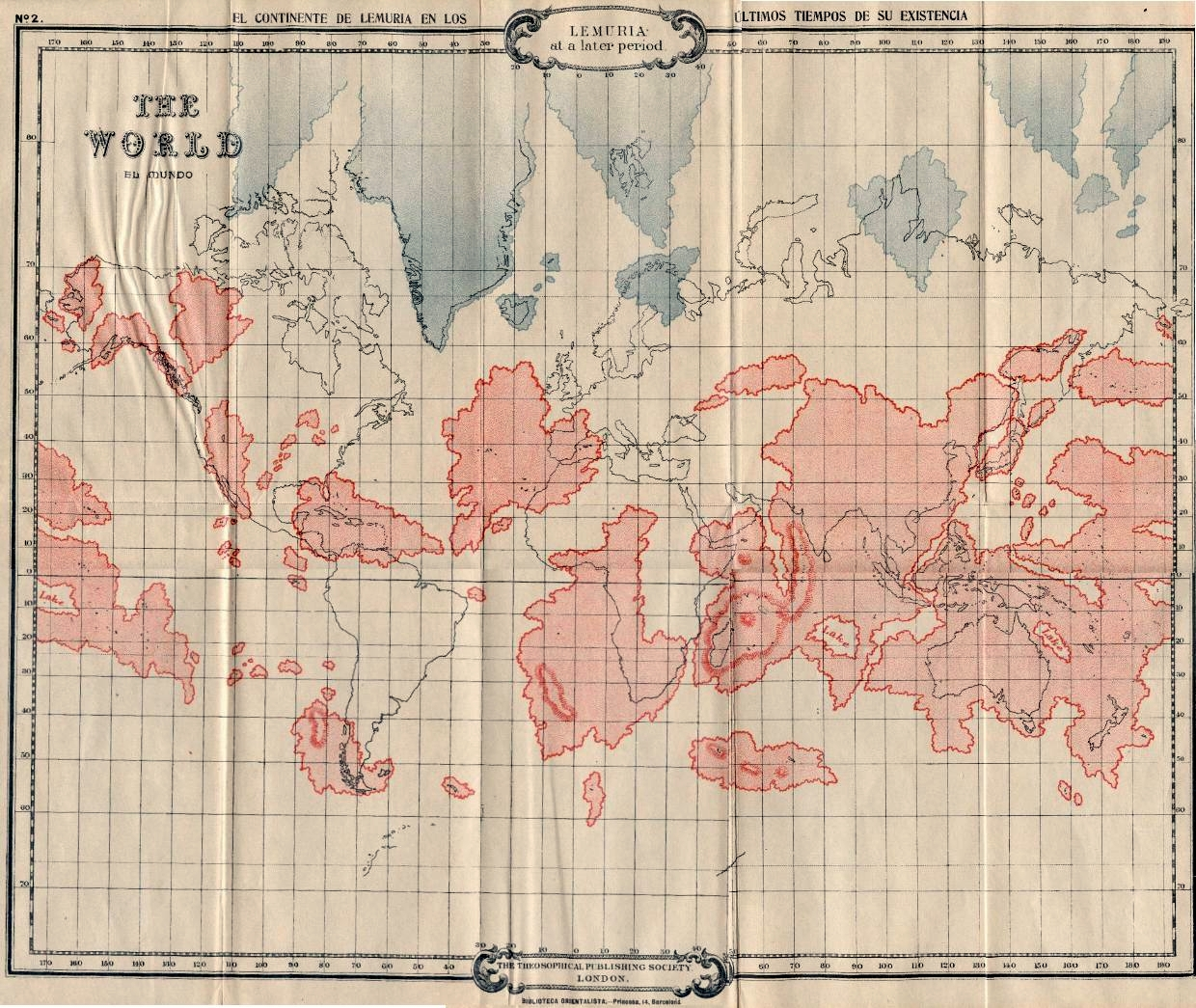
Лемурія як колишній південний континент (червоний) з книги Вільяма Скотт-Еліота «Втрачена Лемурія».

Олена Блаватська в «Таємній доктрині» запропонувала свою версію походження Лемурії. Вона припустила, що цей континент існував 34 млн років тому, а жителі Лемурії були третьою «кореневою» расою людства. Ця раса являла собою мавпоподібних несвідомих істот, які безвідповідально спарювалися з тваринами, що призвело до виникнення людиноподібних мавп. Блаватська вказувала, що Лемурія (Му), задовго до Атлантиди затонула внаслідок геологічних процесів. Австралія, Нова Зеландія, Цейлон, Мадагаскар та Атлантида були залишками Лемурії.
Філософ-містик Рудольф Штайнер вважав Лемурію зниклим континентом, який існував на місці Індійського океану. Він описував лемурійців як початково безстатевих істот, які близько 16,5 млн років тому перейшли до статевого розмноження й практикували жорсткий відбір до свого суспільства. На думку Штайнера, деякі лемурійці деградували і їхніми нащадками є сучасні мавпи.
Теософ, послідовник Блаватської Вільям Скотт-Еліот вважав Лемурію зниклим материком, який простягався через усю Землю, а найбільша його частина займала сучасний Індійський океан. Він стверджував, що Лемурію населяла «коренева» раса людства, котра перебувала на третьому з семи етапів еволюційного розвитку, де матерія була менш груба. Расі був притаманний високий зріст, жовтувата безволоса шкіра і третє око на потилиці, що в сучасних людей перетворилося на гіпофіз. Лемурія затонула внаслідок вулканічної активності, але частина лемурійців переселилася з неї на інші континенти, зокрема на Атлантиду.

## Сучасні уявлення
За сучасними уявленнями єдиний континент, який об'єднував Австралію, Африку, Антарктиду, Південну Америку, півострів Індостан і острів Мадагаскар, справді існував в кінці палеозою і отримав назву Гондвана. Її зникнення, точніше, розколювання, пояснюють континентальним дрейфом. Починаючи з мезозою величезний континент став розпадатися на окремі частини, деякі з яких знаходилися в нинішньому Індійському океані.